# Iúlia Txepàlova
Iúlia Txepàlova (en rus: Ю́лия Чепа́лова) (Komsomolsk-na-Amure, Unió Soviètica 1976) és una esquiadora de fons russa, ja retirada, que destacà a la dècada del 2000.

## Biografia
Va néixer el 23 de desembre de 1976 a la ciutat de Komsomolsk-na-Amure, població situada al krai de Khabàrovsk, territori que en aquells moments formava part de la Unió Soviètica i que avui en dia forma part del Rússia. Es casà, en segones núpcies, amb el també esquiador de fons Vasily Rochev.

## Carrera esportiva
Va participar en els Jocs Olímpics d'Hivern de 1998 realitzats a Nagano (Japó), on aconseguí guanyar la medalla d'or en la prova dels 30 quilòmetres, a més de finalitzar sisena en la persecució 5/10 km i tretzena en els 5 quilòmetres. En els Jocs Olímpics d'Hivern de 2002 realitzats a Salt Lake City (Estats Units) aconseguí guanyar la medalla d'or enl a prova d'1,5 km. esprint, la medalla de plata en els 10 km i la medalla de bronze en els 15 km. amb sortida massiva, a més de finalitzar quarta en els 10 km. persecució i novena en els 30 quilòmetres. En els Jocs Olímpics d'Hivern de 2006 realitzats a Torí (Itàlia) aconseguí guanyar la medalla d'or en els relleus 4x5 km i la medalla de plata en els 30 quilòmetres. En aquests mateixos Jocs finalitzà novena en els 15 km. persecució, vint-i-sisena en els 10 km i vint-i-setena en els 1,5 km. esprint.
Al llarg de la seva carrera aconseguí guanyar sis medalles en el Campionat del Món d'esquí nòrdic, destacant les medalles d'or aconseguides el 2001 en la prova de relleus 4x5 km i el 2005 en els 15 km. persecució.
El gener de 2009 donà positiu en un test antidopatge en una prova de la Copa del Món d'esquí nòrdic realitzada a Val di Fiemme (Itàlia), motiu pel qual es retirà de la competició activa i pel qual la Federació Internacional d'Esquí (FIS) la sancionà fins al 20 d'agost de 2011.